# Малихін Ігор Васильович
Ігор Васильович Малихін (6 червня 1969, Харків, Українська РСР) — радянський хокеїст, захисник. Гравець збірної Радянського Союзу.

## Спортивна кар'єра
Хокеєм почав займатися у 12 років. Грав за дитячу, юнацьку і молодіжну команди Харкова. В сезоні 1986/1987 захищав кольори «Динамо». Влітку перейшов до найтитулованішого клубу СРСР і Європи — московського ЦСКА. У команді Віктора Тихонова двічі ставав чемпіоном країни, двічі здобував Кубок європейських чемпіонів, переможцем кубка СРСР і кубка Шпенглера.
У жовтні-листопаді 1987 року провів дів гри у складі збірної СРСР. Обидва товариські матчі проти команди Чехословаччини завершилися внічию. У складі юнацької збірної здобував срібну і бронзову медалі на чемпіонатах Європи (у 1988 і 1987 відповідно). З молодіжною командою став віце-чемпіоном світу 1988 року, а наступного сезону — переможцем світової першості.
На драфті Національної хокейної ліги 1991 року був обраний клубом «Детройт Ред Вінгз» у сьомому раунді під загальним 142-м номером. 1992 року переїхав до Північної Америки і в першому сезоні виступав за фарм-клуб «Детройта» з Американської хокейної ліги «Адірондак Ред Вінгз». Менеджер клубу Браєн Мюррей був задоволений грою Малихіна і обіцяв місце в головній команді. Але навесні 1993 року «Детройт» вилетів у першому раунді кубка Стенлі, Мюррея звільнили, а Малихін отримав статус вільного агента. Наступні три сезони грав за колективи з Інтернаціональної хокейної ліги: «Форт-Вейн Кометс», «Детройт Вайперс» і «Лас-Вегас Тандер».
1996 року повернувся до Європи і по одному сезону захищав кольори клубів «Калеван Палло» (Фінляндія), «Кассель Гаскіс» (Німеччина) і «Торпедо» (Ярославль, Росія). У розпалі сезону 1998/1999 повернувся до Америки, грав знову за «Форт-Вейн Кометс» і «Маскігон Ф'юрі» в Об'єднаній хокейній лізі, яка замінила ІХЛ. В сезоні 2002/2003 завершив ігрову кар'єру у російських командах «Крила Рад» (Москва) і ТХК (Твер).

## Досягнення
- Чемпіон СРСР (2): 1988, 1989

## Статистика
У юніорській і молодіжній збірних:
| Рік  | Команда          | Турнір | І | Г | П | 0 | Штр |
| ---- | ---------------- | ------ | - | - | - | - | --- |
| 1986 | СРСР (юніорська) | ЮЧЄ    | 5 | 0 | 0 | 0 | 10  |
| 1987 | СРСР (юніорська) | ЮЧЄ    | 7 | 1 | 3 | 4 | 2   |
| 1988 | СРСР (молодіжна) | МЧС    | 7 | 0 | 3 | 3 | 10  |
| 1989 | СРСР (молодіжна) | МЧС    | 7 | 0 | 5 | 5 | 8   |

У національній збірній:
| № | Дата       | Місто      | Господарі      | Рахунок | Гості | Голи                               |
| - | ---------- | ---------- | -------------- | ------- | ----- | ---------------------------------- |
| 1 | 30/10/1987 | Готвальдов | Чехословаччина | 3:3     | СРСР  | Ружичка (3) — Харін, Кравчук, Яшин |
| 2 | 01.11.1987 | Острава    | Чехословаччина | 2:2     | СРСР  | Грдіна, Кучера — Биков, Черних     |